# Siria ai Giochi della XXXIII Olimpiade
La Siria ha partecipato ai Giochi della XXXIII Olimpiade, svoltisi a Parigi dal 26 luglio all'11 agosto 2024, con una delegazione di 3 atleti, 5 uomini e 1 donna in 6 discipline. È stata la quindicesima apparizione della nazione alle Olimpiadi estive dal debutto ufficiale nel 1948; non prese parte però alle due Olimpiadi successive, 1952 e 1956, e a quella di Montréal nel 1976 a causa del boicottaggio guidato dal Congo, mentre fu parte della Repubblica Araba Unita nel 1960 e 1964. La nazione ha poi partecipato in maniera continua a partire dal 1980.

## Delegazione
| Sport             | Uomini | Donne | Totale |
| ----------------- | ------ | ----- | ------ |
| Atletica leggera  | 0      | 1     | 1      |
| Equitazione       | 1      | 0     | 1      |
| Ginnastica        | 1      | 0     | 1      |
| Nuoto             | 1      | 0     | 1      |
| Judo              | 1      | 0     | 1      |
| Sollevamento pesi | 1      | 0     | 1      |
| Totale            | 5      | 1     | 6      |